# 24 del Lleó Menor
24 del Lleó Menor (24 Leonis Minoris) és un estel en la constel·lació del Lleó Menor de magnitud aparent +6,47.
Distant 104 anys llum del Sistema solar, les característiques físiques de 24 del Lleó Menor fan d'aquest estel un anàleg solar, és a dir, un estel molt semblant al Sol en molts aspectes. De tipus espectral G0V, té una temperatura efectiva de 5787 ± 32 K. Brilla amb una lluminositat 2,34 vegades major que la lluminositat solar i el seu diàmetre és un 46% més gran que el del nostre estel. La seva velocitat de rotació projectada és d'1 km/s. Amb una massa aproximadament un 7% major que la massa solar, és un estel més antic i evolucionat que el Sol; té una edat estimada en el rang de 6500 - 8000 milions d'anys, la xifra exacta varia segons la font consultada. Igual que el Sol, és un estel del disc fi.
24 del Lleó Menor té un contingut relatiu de ferro comparable al del Sol ([Fe/H] = +0,05). Diversos elements avaluats presenten valors semblants als solars. Cal assenyalar l'escandi, una mica més abundant i, en l'altre extrem, el sofre, el contingut del qual és un 33% menor que en el nostre estel.